# آندریا پیسانی (بازیکن فوتبال)
آندریا پیسانی (انگلیسی: Andrea Pisani؛ زادهٔ ۱۵ مارس ۱۹۸۷) بازیکن فوتبال اهل ایتالیا است.
از باشگاه‌هایی که در آن بازی کرده‌است می‌توان به باشگاه فوتبال یوونتوس، باشگاه فوتبال یووه استابیا، باشگاه فوتبال ارورا پرو پاتریا ۱۹۱۹، و باشگاه فوتبال چیتادلا اشاره کرد.